# (6050) Miwablock
(6050) Miwablock est un astéroïde Amor découvert le 10 janvier 1992 par le programme Spacewatch à l'observatoire de Kitt Peak.